# In sospeso
In sospeso è il secondo album in studio del gruppo musicale post-rock italiano Camera 66, pubblicato nel 2008.

## Tracce
1. 6 millimetri
2. Tutto è bene quello che finisce
3. Evoluzione della pioggia
4. Respiro
5. In sospeso
6. Come ali d'insetto
7. Memorie dal sottosuolo
8. Effetto di risonanza
9. Piano (per distorto)
10. L'equilibrio